# Bulnesia schickendanzii
Bulnesia schickendanzii är en pockenholtsväxtart som beskrevs av Georg Hans Emmo Emo Wolfgang Hieronymus och August Heinrich Rudolf Grisebach. Bulnesia schickendanzii ingår i släktet Bulnesia och familjen pockenholtsväxter. Inga underarter finns listade i Catalogue of Life.